# Philippe Couillard
Philippe Couillard de L'Espinay (prononcé en français québécois : [filɪp kujɑːʁ də l‿epinɛ]), dit Philippe Couillard,, né le 26 juin 1957 à Montréal (Québec), est un homme politique québécois. Membre du Parti libéral du Québec, il est le 31e premier ministre du Québec du 23 avril 2014 au 18 octobre 2018.
Médecin de formation, spécialisé en neurochirurgie, il est ministre québécois de la Santé et des Services sociaux de 2003 à 2008 dans le gouvernement de Jean Charest et député provincial de Mont-Royal à partir de 2003 pour le Parti libéral du Québec. Réélu en 2007 dans la circonscription de Jean-Talon, il démissionne en 2008. Tout juste avant de quitter la politique, Philippe Couillard signe deux décrets favorables aux cliniques privées. Il se joint à Persistence Capital Partners (PCP), un fonds d'investissement privé qui venait tout juste d'acquérir Medisys Health Group. Il était en discussions avec le fonds alors qu'il était toujours ministre.
Il revient à la politique lorsqu'il est élu, en 2013, chef du Parti libéral du Québec. Il revient à l'Assemblée nationale du Québec pour Outremont lors d'une élection partielle en 2013 et accède au poste de chef de l’opposition officielle. Réélu au Parlement provincial en 2014 dans la circonscription de Roberval, il devient premier ministre après la victoire de son parti aux élections et forme un gouvernement majoritaire. Son parti est largement battu par la Coalition avenir Québec de François Legault aux élections générales de 2018.

## Biographie

### Enfance et études
Philippe Couillard est né d'un père canadien, Joseph Alfred Jean Pierre Couillard de Lespinay connu comme Pierre Couillard (1928-2001), professeur émérite de biologie à l'Université de Montréal,,, et d'une mère française, Hélène Yvonne Pardé, mariés le 26 décembre 1955 à Grenoble (Isère) en France,. Il possède la double nationalité franco-canadienne. Son père est libéral alors que sa mère a des sympathies souverainistes pour le Québec au temps du Rassemblement pour l'indépendance nationale. Philippe Couillard est l'aîné de trois enfants (une sœur et un frère) : il affirme avoir hérité, pendant une enfance heureuse, de beaucoup de passions, de recherches intellectuelles, de curiosité et de connaissances de la part de ses parents. Il parle couramment l'anglais.
La lignée paternelle des Couillard de Lespinay remonte au pionnier français Guillaume Couillard (1588-1663), arrivé en Nouvelle-France en 1613, qui est le premier membre de la colonie à être anobli par le roi de France Louis XIV, recevant le titre héréditaire de sieur de Lespinay (orthographié aussi de l'Espinay),.
Du côté de sa mère, Hélène Yvonne Pardé, née le 23 janvier 1932 à Grenoble, Philippe Couillard est d'ascendance française : son grand-père Maurice Pardé, professeur d'université, géographe, scientifique renommé en hydrologie et officier de la Légion d'honneur, est né le 4 décembre 1893 à Senlis (Oise), et sa grand-mère, Jeanne Thérèse Alamelle, est née le 9 décembre 1893 à Grenoble. Ayant donc également la nationalité française, Philippe Couillard est inscrit sur la liste électorale du Consulat général de France à Québec.
Après des études secondaires au Collège Stanislas de Montréal, établissement scolaire faisant partie du réseau des lycées français à l'étranger, Philippe Couillard entre à la Faculté de médecine de l'Université de Montréal à l'âge de 16 ans. En 1979 à l'âge de 22 ans, il obtient un doctorat en médecine, puis en 1985 un certificat de spécialiste en neurochirurgie.

### Carrière professionnelle
Neurochirurgien consultant à l'hôpital Saint-Luc de Montréal, il y est chef du service de neurochirurgie (de 1989 à 1992) et chargé d’enseignement à la faculté de médecine de l'Université de Montréal. De 1992 à 1996, il participe à la fondation d'un service de neurochirurgie à Dhahran, en Arabie saoudite. Il agissait également à titre de conseiller du ministre saoudien de la Santé, le prince Abdullah bin Abdulaziz Al-Rabeeah. À son retour au Québec, il enseigne de 1996 à 2003 à la Faculté de médecine de l'Université de Sherbrooke. Il est aussi chef du Département de chirurgie du Centre hospitalier universitaire de Sherbrooke de 2000 à 2003.

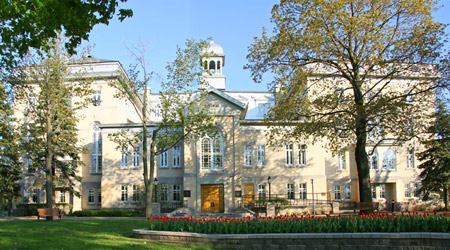
Philippe Couillard a été membre du conseil d'administration et du Comité des affaires publiques et des politiques de la santé du Collège royal des médecins et chirurgiens du Canada à Ottawa de 2000 à 2003.

Entre 1992 et 2000, alors qu'il vit et travaille en Arabie saoudite de 1992 à 1996, il possède un compte en banque sur l'île de Jersey, considérée comme un paradis fiscal. À l'époque, il avait vendu tous ses biens au Canada et n'était donc plus considéré comme un résident fiscal canadien.
De 2000 à 2003, Philippe Couillard est membre du conseil d'administration et du Comité des affaires publiques et des politiques de la santé du Collège royal des médecins et chirurgiens du Canada à Ottawa,. 
Divorcé de Diane Castonguay, puis remarié depuis à Suzanne Pilote, Philippe Couillard est le père de trois enfants (Mathieu, Myriam et Simon) et le beau-père de deux autres. Couillard est également un mentor de la Fondation Pierre Elliott Trudeau.

### Fonction de député
Lors des élections de 2003, Philippe Couillard est élu député pour le Parti libéral du Québec dans la circonscription électorale de Mont-Royal. Une circonscription qu'il connaît bien puisqu'il a grandi et étudié non loin de là. Château fort libéral depuis la création du comté dans les années 1970, il remporte cette circonscription avec plus de 80 % du suffrage, lui donnant l'une des majorités les plus importantes au Québec soit 17 556 voix.

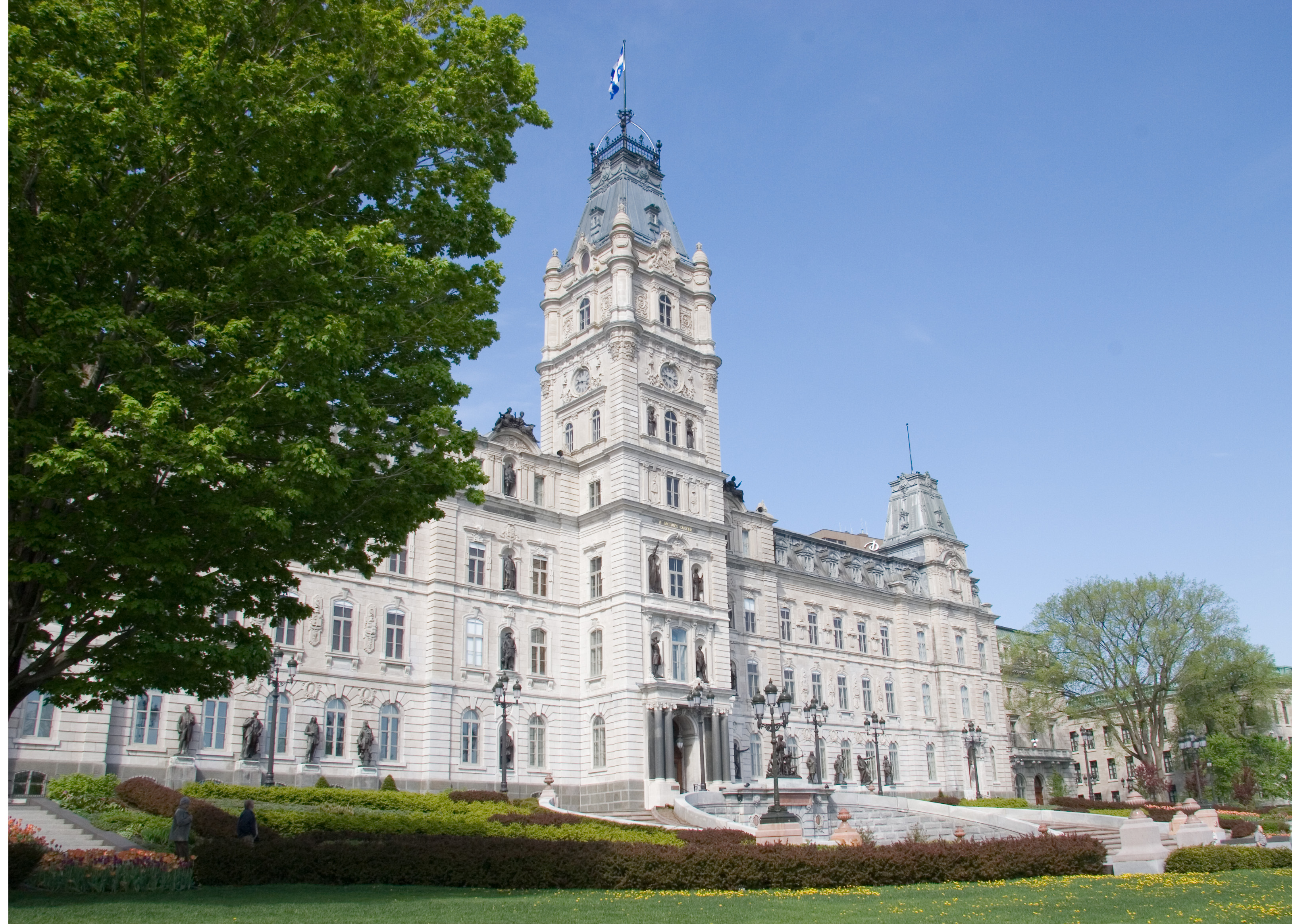
En 2003, Philippe Couillard est élu pour la première fois à l'Assemblée nationale du Québec.

Le 11 février 2007, Philippe Couillard confirme qu'il sera candidat dans la circonscription de Jean-Talon, à Québec, lors des élections du 26 mars de la même année. La circonscription était laissée vacante à la suite de la décision de Margaret F. Delisle de ne pas se représenter pour raisons de santé. Le jour du scrutin, Philippe Couillard est élu avec une majorité de 3 873 voix.

### Ministre de la Santé et des Services sociaux

#### Premier mandat
Le 29 avril 2003, il est nommé ministre de la Santé et des Services sociaux dans le Gouvernement Charest. La campagne électorale de 2003 portait notamment sur des enjeux en lien avec les soins de santé au Québec.
Dès le début de son mandat, Couillard annonce que les universités de Montréal et McGill pourront compter — de part et d'autre — sur la construction de nouveaux hôpitaux universitaires. Couillard veut mettre davantage d'accent sur la recherche, l'enseignement et l'évaluation des technologies que sur la taille desdits hôpitaux.
Suivant les engagements pris par les libéraux en campagne électorale, Philippe Couillard engage la direction hospitalière de même que les médecins à assumer un rôle prenant dans la gestion des listes d'attente des hôpitaux montréalais en leur envoyant une lettre leur faisant part des intentions prises à cet effet . Il décide aussi, dans ce même dossier, de publier les listes d'attente sur internet.
Couillard engage également le MSSS dans une réorganisation du réseau de la santé afin de mieux coordonner les CLSC ainsi que les CHSLD. C'est la naissance des 95 Centre de santé et de services sociaux (CSSS) au Québec, dans une optique d'optimiser les structures présentes et de réduire le personnel administratif de ces structures. Cette réforme fut d'ailleurs contestée par plusieurs dans le réseau, qualifiée de « structurite » ou encore « d'illusion ». Ces fusions ou regroupements auraient permis de diminuer à hauteur de 43 % le nombre d’établissements publics et de réduire de 39 % le nombre de postes de directeur général d’établissement de santé ,.
Alors que des doutes subsistaient sur les intentions de la fondation Shriners Hospitals for Children de construire l'hôpital pédiatrique à Montréal plutôt qu'à London en Ontario, le ministre Couillard a tenu à rassurer Gene Bracewell — l'un des dirigeants des Shriners — au regard de rumeurs de nouveaux délais pour la construction de l'hôpital. Finalement, le successeur de Couillard, Yves Bolduc, annoncera un investissement de plus de 100 M$ de la part des Shriners pour une construction de 173 000 pieds carrés à proximité du CUSM.
C'est durant son mandat aussi que le gouvernement du Québec révisera sévèrement la Loi sur le tabac. En effet, c'est à la suite de cette modification qu'il devint impossible au Québec de fumer dans un endroit public et à moins de neuf mètres des portes. Le projet de loi 112 reçut l'aval de la majorité des groupes de pression anti-tabac, bien que certains dirent que le projet n'allait pas assez loin. La vision du ministre était évidemment teintée de sa formation médicale, il déclara à ce sujet : « [la fumée] rend malade, tue précocement [et] affecte presque chacun des organes humains. » Il réussit à rallier la majorité des groupes tout en faisant voter à l'unanimité la réforme de la loi.
Dans les autres réalisations de ce premier mandat, nommons : la mise en place d'un directeur national de lutte contre le cancer, la réglementation sur la publicité des médicaments, la mise en place des pompiers comme premiers répondants, une lutte intense contre les bactéries nosocomiales, la création de 20 maisons de naissance et la fusion des hôpitaux de Lachine et de LaSalle.
Il négocia aussi les révisions salariales et des conditions de travail des ambulanciers, des médecins spécialistes.

#### Second mandat
Lors de la formation du premier conseil des ministres de la 38e législature en 2007, Jean Charest reconfirme Philippe Couillard au poste de ministre de la Santé et des Services sociaux. Le premier ministre l'a également nommé président du Comité des priorités et ministre responsable de la région de la Capitale-Nationale, succédant à Michel Després. Il gère au cours de l'automne 2007 le dossier des fêtes du 400e anniversaire de la ville de Québec avec la ministre des relations internationales, Monique Gagnon-Tremblay, et avec le président par intérim du conseil exécutif de la ville de Québec, Ralph Mercier.
Concernant le ministère de la Santé, Philippe Couillard affirme que l'ère des grandes réformes structurelles est terminée. Celui-ci se concentre sur la gestion plus fine du ministère. Dès son assermentation, il fait état du ménage à réaliser dans les hôpitaux (au sens propre du terme) de manière à régler pour de bon le problème de bactéries nosocomiales qui utilise moult ressources dans les hôpitaux. Il se fixe aussi comme priorité l'embauche d'infirmières et la résolution du dossier des listes d'attente.
Le ministre donne aussi un statut particulier à l'Outaouais. Problème récurrent, issu de l'arrangement fédératif canadien, les patients allaient se faire soigner directement en Ontario plutôt que dans les hôpitaux de la province. Le ministre débloque donc une aide de 20 millions afin de mettre en œuvre des mesures incitatives pour l'accessibilité aux soins de santé.
C'est lors de ce second mandat, sous l'impulsion de la ministre des Finances et présidente du Conseil du Trésor, Monique Jérôme-Forget qu'est officiellement lancé l'appel d'offres en mode PPP pour la construction du nouveau CHUM.
À la suite du rapport déposé par Claude Castonguay, une autre réforme s'amorce. Celle-ci sous le couvert médiatique. Désirant mettre en place une recommandation majeure du rapport, le ministre de la Santé décide donc de revoir le mode de financement des hôpitaux. Ainsi, ce ne sont plus les interventions des hôpitaux qui seraient tributaires des fonds, mais bien l'inverse de manière que l'argent suive le patient. Cette façon de fonctionner est d'ailleurs propre à la pratique privée, appliquée au NHS sous la forme de Fundholding britannique,.
En bref, sous son impulsion ministérielle, 40 millions de dollars sont ajoutés pour l'aide aux familles des personnes handicapées, la loi sur la protection de la jeunesse sera révisée, une campagne d'information et
de sensibilisation du MSSS sera mise en place pour combattre les préjugés sur la dépression.
À la suite de son départ, le milieu de la santé se mobilise afin de faire savoir qu'il attend de son successeur qu'il reste dans la même veine que ce qu'avait annoncé le Dr Couillard.

### Démission
Le 25 juin 2008, il démissionne de ses fonctions de député et de ministre de la Santé et des Services Sociaux. Il dit vouloir aller vers de nouveaux défis. Il est le ministre qui a occupé le plus longtemps le poste de ministre de la Santé. Le médecin Yves Bolduc lui succède au poste de ministre de la Santé et des Services sociaux et se présente comme candidat aux élections partielles dans le comté de Jean-Talon. Pour le dossier de la Capitale-Nationale, c'est le premier ministre Jean Charest qui occupe les fonctions de Philippe Couillard concernant les fêtes du 400e anniversaire de la ville de Québec.
Sa démission a créé un tollé lorsque certains quotidiens révélèrent que Couillard avait négocié avec son futur employeur alors qu'il était toujours ministre de la Santé. En effet, tout juste avant de quitter la politique, Philippe Couillard signe deux décrets favorables aux cliniques privées, préparant sa carrière dans le domaine de la santé privée. Il révèle par la suite avoir consulté à deux reprises le Conseil exécutif — le plus haut ministère québécois — à ce sujet, de manière à s'assurer de la plus grande transparence face à ce processus. Philippe Couillard se défendra d'avoir agi ainsi, tout en soulignant lors de son retour en politique en octobre 2012 qu'il aurait agi autrement au regard des règles aujourd'hui en place à l'Assemblée nationale.
En outre, l'ancien ministre fut blanchi de tout conflit d'intérêts et de tout soupçon éthique par le commissaire au lobbyisme André C. Côté.

### Pratique privée
Le 18 août 2008, Philippe Couillard se joint à Persistence Capital Partners, à titre de partenaire du fonds d'investissements PCP en santé,, un fonds visant à financer des initiatives de santé autant publiques que privées. Il fut également, de 2011 à 2012, conseiller auprès du Groupe Secor, une firme-conseil indépendante de stratégie au Canada,.
En 2009, il est nommé chercheur principal en droit de la santé à l'Université McGill. Son mandat sera entre autres de coordonner la réflexion et les discussions dans ces domaines.
Le 24 juin 2010 il est nommé au Comité de surveillance des activités de renseignement de sécurité (CSARS) qui exerce de l’extérieur, au nom du Parlement et du public canadien, une surveillance sur le Service canadien du renseignement de sécurité (SCRS).
Il enseigne la gouvernance des systèmes de santé aux étudiants de l’Université McGill, poste partagé entre les facultés de médecine et de droit.
Il est membre des conseils d’administration de deux sociétés canadiennes de biotechnologie : Amorfix Life Sciences et Thallion Pharmaceuticals, inscrites à la Bourse de Toronto (TSX),. Philippe Couillard fut également membre du conseil consultatif international mis sur pied par le ministre de la santé d’Arabie saoudite. Le 5 avril 2011, il est nommé président du conseil d'administration de la Fondation de recherche en santé (FRS) des compagnies de recherche pharmaceutique du Canada (Rx&D). Le 2 avril 2024, il est nommé membre du conseil d'administration de la société canadienne Diagnos Medical System.

### Retour en politique

#### Campagne à la direction du Parti libéral
À la suite de la démission de Jean Charest du poste de chef du Parti libéral, Couillard décide de faire un retour en politique. Il affirme ne pas avoir songé à cette éventualité jusqu'au moment où — au retour d'un voyage de pêche — il a constaté qu'il avait de nombreux messages sur son BlackBerry. Néanmoins, son nom est soulevé par plusieurs journalistes dans les jours qui suivent la démission de Jean Charest. Des sources confient qu'il teste ses appuis durant quelques semaines pour ensuite se lancer le 3 octobre 2012. Il est le second candidat à se lancer après Raymond Bachand — Pierre Moreau et Jean David suivront. Au moment d'annoncer sa candidature, il compte sur l'appui de 10 députés du caucus libéral et d'anciens ministres comme Michel Audet, Raymond Garneau, Alain Paquet et Benoît Pelletier. Ce chiffre montera jusqu'à 14 élus.
Couillard domine dans les intentions de vote des membres tout au long de la course à la direction. Sa campagne est néanmoins marquée par des critiques de ses adversaires sur ses liens avec Arthur Porter, un ex-dirigeant d'hôpital québécois accusé de fraude. Couillard se défend de ce qu'il qualifie d'accusation par association. En effet, les deux médecins ont fondé — à l'époque où Couillard était consultant et professeur — une firme de conseil dans le domaine de la santé, mais qui est demeurée non seulement inopérante, mais aussi inactive, puisque dissoute selon l'article 210 de la Loi canadienne sur les sociétés par actions. Lors du congrès du parti, le 17 mars 2013, Couillard est élu chef dès le premier tour avec 58,5 % des voix. Ses adversaires d'alors, Pierre Moreau et Raymond Bachand, récoltent respectivement 22 % et 19,5 % des suffrages.

#### Chef du Parti libéral du Québec

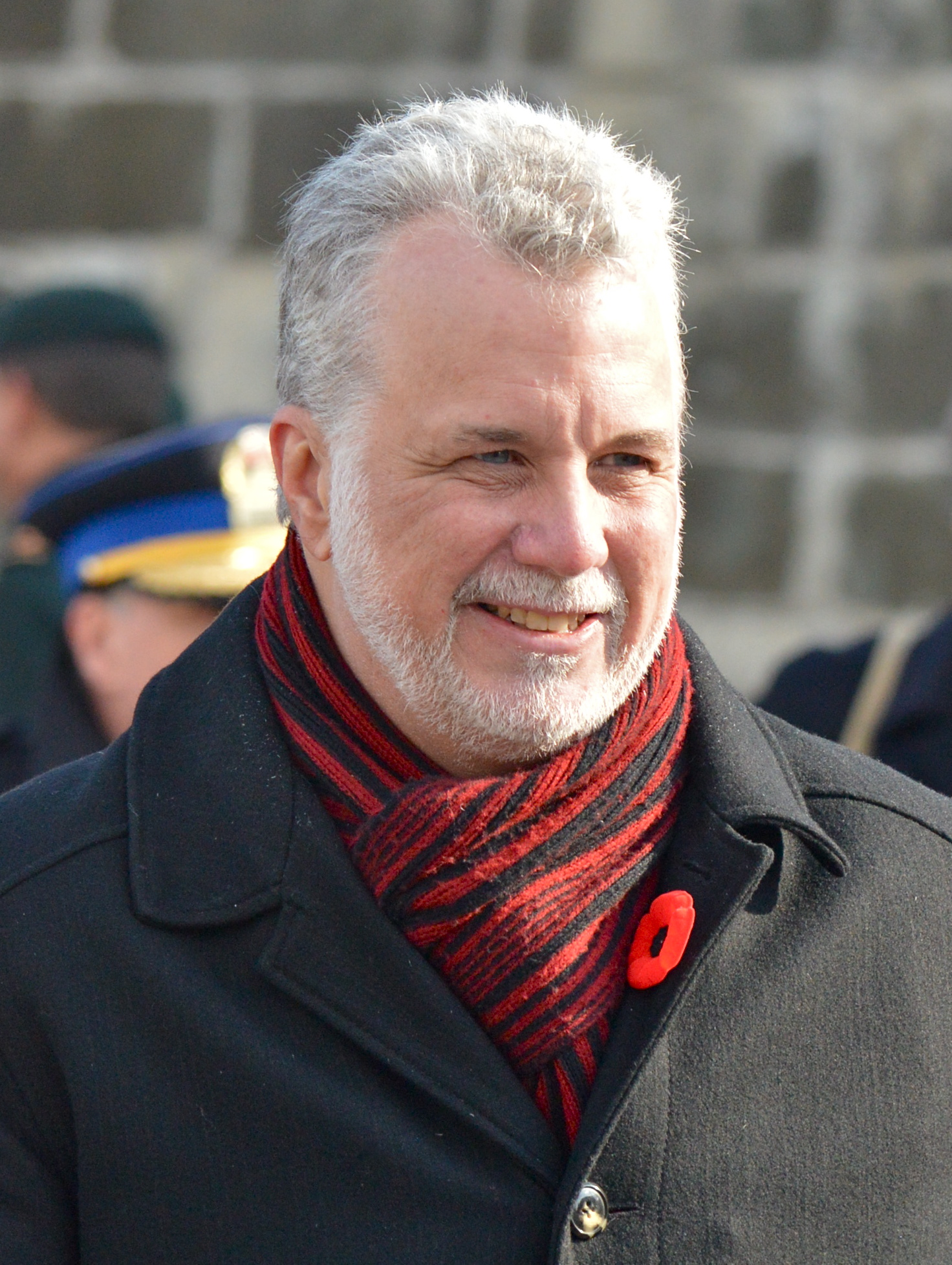
Philippe Couillard en 2014.

Quelque deux semaines suivant son élection, un premier sondage Léger Marketing met en tête le Parti libéral du Québec dans les intentions de vote pour la première fois depuis la défaite électorale des libéraux le 4 septembre 2012. Couillard est aussi vu dans les intentions de vote des électeurs comme étant le meilleur premier ministre parmi les chefs de partis. Une tendance jugée par certains comme prématurée, d'autres l'associent à une « lune de miel ».

#### Première campagne électorale
Les sondages de la mi-février 2014 laissent entrevoir un gouvernement péquiste majoritaire si des élections ont lieu à ce moment-là. La première ministre du Québec, Pauline Marois, déclenche des élections le 5 mars 2014, dans le but d'obtenir une majorité parlementaire, pour permettre au Parti québécois de faire avancer des projets de loi qui lui sont chers à l'Assemblée Nationale, dont la charte des valeurs québécoises.
Le début de la campagne pourrait s'avérer chaotique pour Philippe Couillard, qui vient d'exclure Fatima Houda-Pepin de son caucus, pour des déchirements sur la charte, et de pousser Henri-François Gautrin vers la sortie.
L'arrivée subite de Pierre Karl Péladeau, comme candidat du Parti québécois, et son plaidoyer en faveur de la souveraineté font basculer la campagne. Les libéraux, résolument fédéralistes, braquent la campagne sur la question référendaire des souverainistes, au grand désarroi du PQ qui voudrait l'éluder et tout centrer sur l'économie, ce qui était aussi l'intention première des Libéraux. Les appuis au Parti québécois fondent et, proportionnellement, ceux accordés au Parti libéral augmentent : les libéraux prennent alors la tête dans les sondages. La campagne péquiste est ainsi torpillée et change de cap à 180 degrés. La campagne bascule littéralement, tant la perception auprès de la population était forte que le prochain gouvernement serait non seulement péquiste mais aussi majoritaire.
Le 7 avril 2014, jour du vote, Couillard est élu avec une équipe majoritaire, de 70 députés sur 125. Le Parti québécois perd 24 députés et obtient 30 représentants à l'Assemblée nationale. Au suffrage universel, la défaite péquiste est profonde : les libéraux obtiennent 41 % des votes, contre 25 % pour le Parti québécois. Pauline Marois, qui avait dissous l'Assemblée nationale dans une quête majoritaire, est elle-même battue dans sa circonscription par une nouvelle venue libérale, Caroline Simard, et quitte aussitôt la tête du Parti québécois.

### Premier ministre

#### Actions

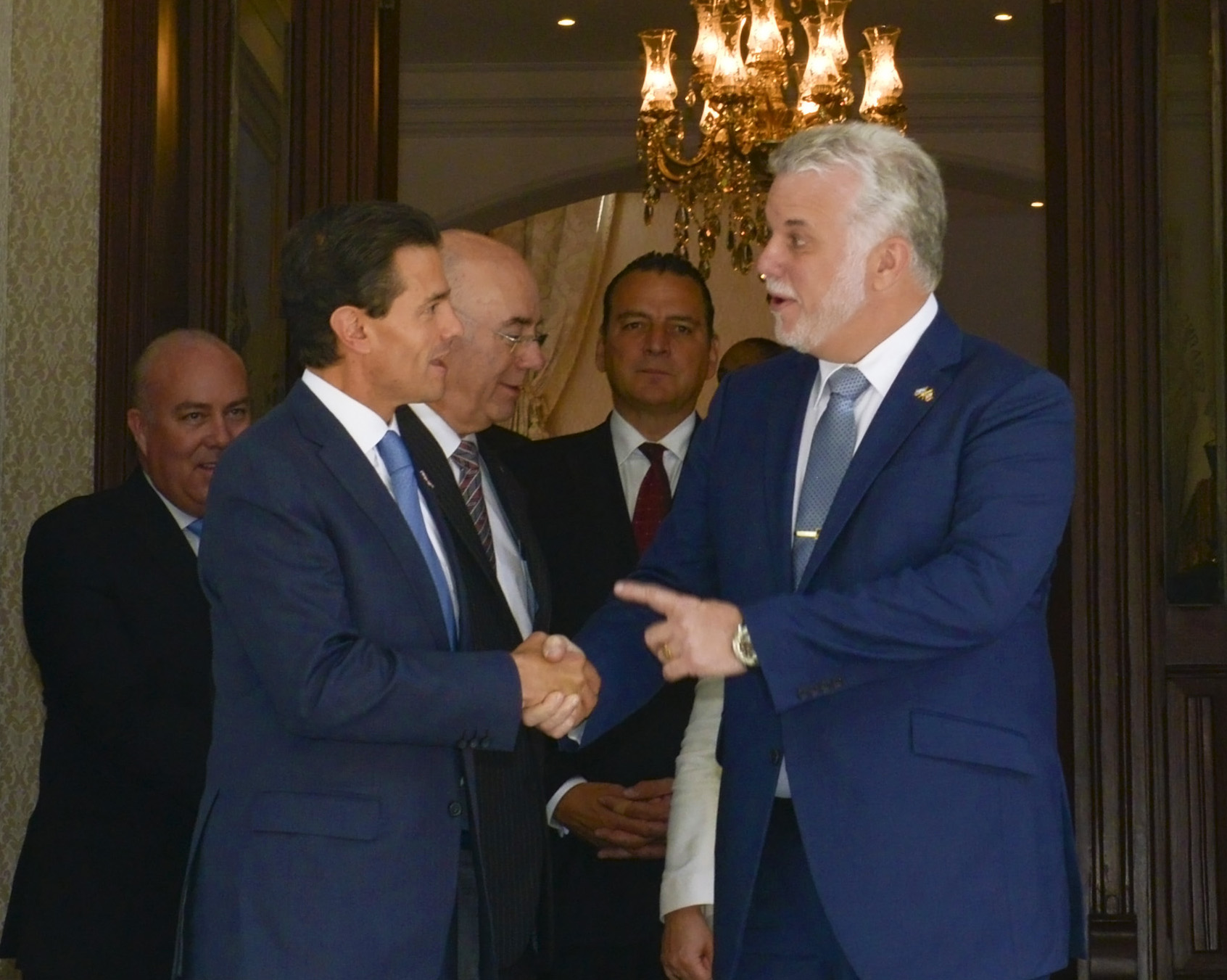
Philippe Couillard lors d'une rencontre avec Enrique Peña Nieto, président du Mexique, en 2015.

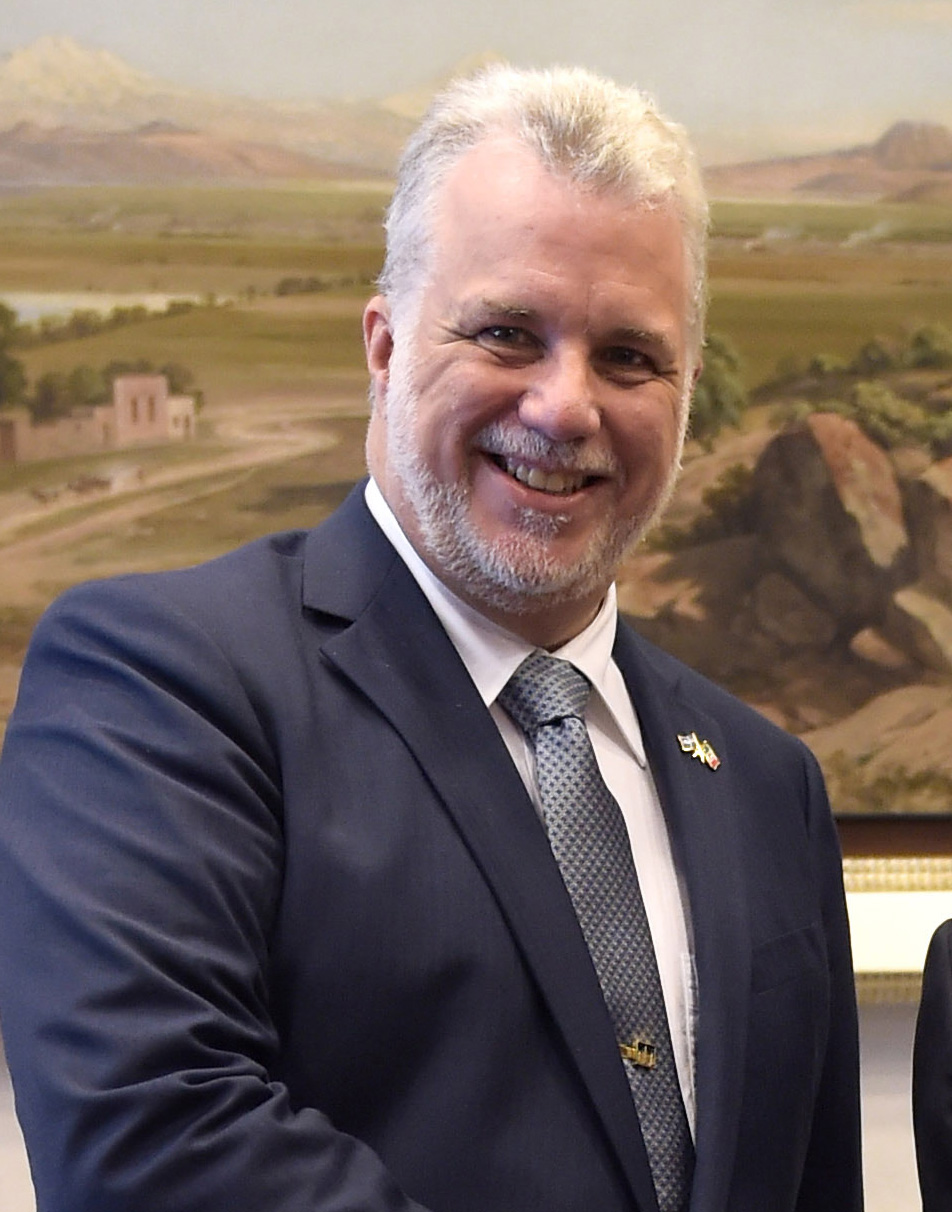
Philippe Couillard en 2015.

Couillard est assermenté par le lieutenant-gouverneur Pierre Duchesne le 23 avril 2014 et devient le 31e premier ministre du Québec. Il annonce alors la composition de son gouvernement et nomme Lise Thériault au poste de vice-première ministre du Québec. Lors de son premier discours d'ouverture, le 21 mai 2014, il annonce un important redressement des finances publiques. Il refuse l'étiquette d'austérité budgétaire qu'on accole à son programme, préférant le terme de « rigueur budgétaire ». Dans les mois suivants, la volonté du gouvernement Couillard d'atteindre l'équilibre budgétaire engendre de fortes réactions des syndicats. Le 4 décembre 2014, une loi concernant les régimes de retraite à prestations déterminées du secteur municipal est adoptée.
Lors du congrès libéral de juin 2015, le parti appuie fortement les orientations de Couillard. Il annonce donc la poursuite des mesures d'austérité. Les sondages indiquent que la population désapprouve la ligne dure de l'équilibre budgétaire mais cela ne se traduit pas en appuis aux autres partis. Le 28 janvier 2016, Philippe Couillard procède à un remaniement ministériel pour donner un second souffle à son gouvernement. Martin Coiteux, membre de son « trio économique » et défendeur de la politique d'austérité, est remplacé au Conseil du trésor. Lors de l'année financière 2015-2016, le gouvernement atteint non seulement l'équilibre budgétaire, mais réalise même un surplus.
En matière de laïcité, Philippe Couillard s'oppose à toute interdiction de port de symboles religieux au sein de la fonction publique. Le 18 octobre 2017, l'Assemblée nationale adopte le projet de loi 62, proposé par la ministre de la Justice Stéphanie Vallée, qui affirme le principe de « neutralité religieuse » de l'État et prévoit que les services publics doivent se donner et se recevoir à visage découvert.
Le gouvernement de Philippe Couillard a conféré l’exclusivité de la pêche au saumon au nord du Québec à quelques compagnies privées, qui n’offrent que des forfaits coûtant près de 2 000 dollars (1 300 euros) par jour. « On est en train de se faire sortir du Nord », critique Alain Cossette, directeur général de la Fédération des chasseurs et pêcheurs du Québec (FédéCP).
Enfin, le gouvernement Couillard amorce une réforme du système de santé au Québec et fait officiellement en 2017 de nouvelles propositions constitutionnelles au Canada dans un document intitulé : Québécois, notre façon d’être Canadiens.
Malgré la diminution considérable du nombre de caribous au Québec, il refuse de prendre de nouvelle mesures visant à réguler l'industrie forestière, en grande partie responsable du déclin de l’espèce : « Je ne sacrifierai pas un seul job dans la forêt pour le caribou. »

#### Défaite de 2018

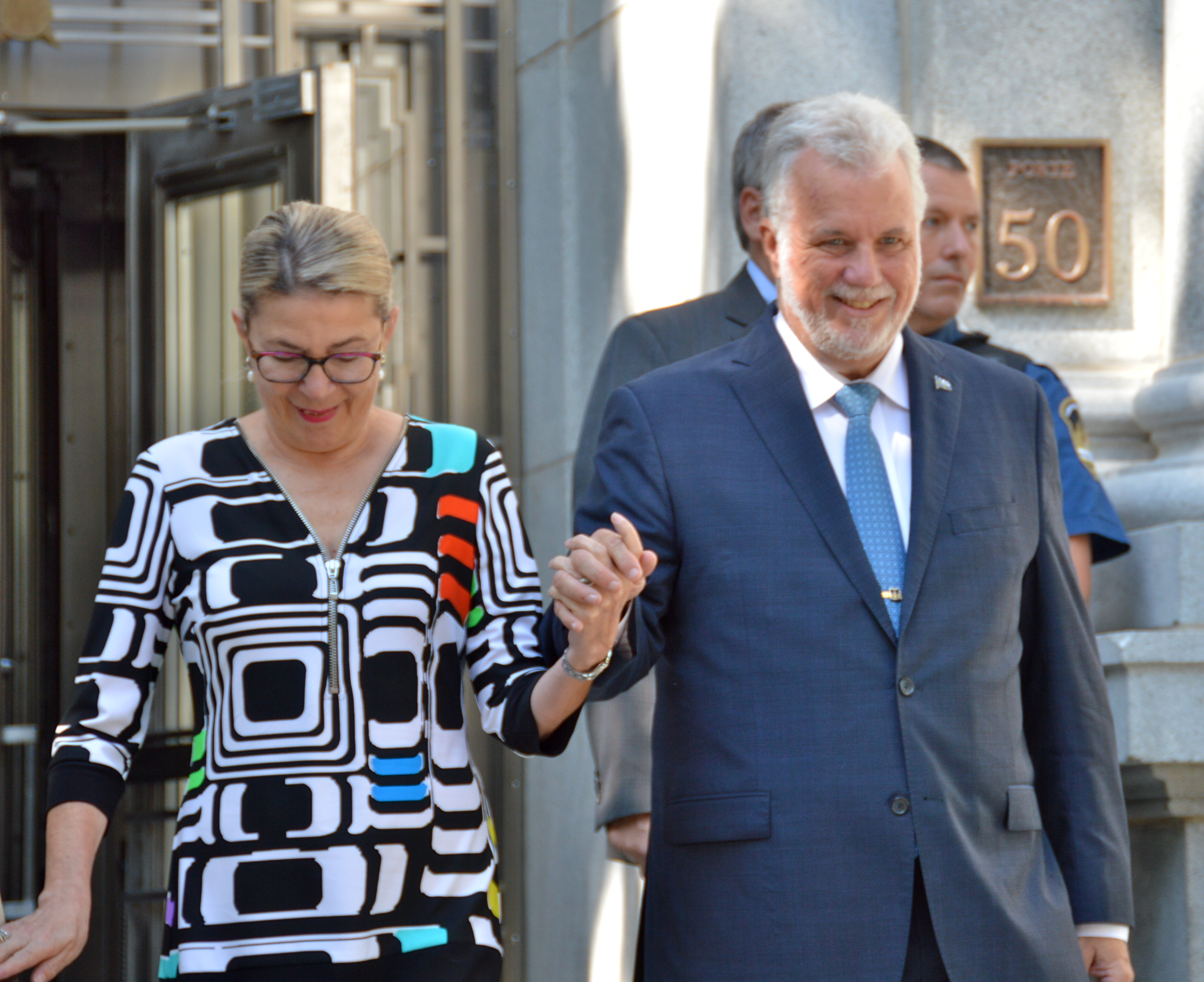
Philippe Couillard et son épouse Suzanne Pilote en août 2018.

Parmi les promesses électorales faites par Philippe Couillard pendant la campagne électorale des élections générales québécoises de 2018 on retrouve :
- Élargir la couverture dentaire de base[63]
- Accorder 15 millions de dollars annuellement aux MRC pour mieux intégrer et retenir dans les régions les travailleurs immigrants en investissant aussi 20 millions de dollars pour favoriser la francisation de ces immigrants[64].
- De remettre chaque année aux parents un chèque en blanc de 150 à 300 dollars par enfant[65].
- De prolonger, à Québec, la ligne de tramway au nord de Charlesbourg[66].
- D'établir la gratuité du transport en commun pour les étudiants et les aînés[67]
- De placer Gertrude Bourdon à la tête du Ministère de la Santé et des Services sociaux du Québec et Gaétan Barrette au Conseil du trésor du Québec[68].
- Un rabais supplémentaire de 1 000 $ à l'achat d'un véhicule électrique[69]
- Une série d'engagements en matière d'environnement totalisant 45 millions de dollars sur cinq ans[70].

Pendant le congrès de la Commission Jeunesse du Parti libéral du Québec en 2019, la commission souligne notamment la déconnexion avec l'électorat francophone comme cause de la défaite.
Avec la pire défaite électorale de ses 150 ans d'histoire en pourcentage de voix, le Parti libéral du Québec perd le pouvoir au détriment d'un gouvernement majoritaire de la Coalition avenir Québec. Philippe Couillard devient ainsi le 1er premier ministre libéral québécois à ne pas parvenir à obtenir un second mandat depuis Adélard Godbout en 1944, 74 ans plus tôt.

#### Retrait de la vie politique
À la suite de ces résultats, Philippe Couillard décide de quitter le poste de chef du Parti libéral du Québec et son mandat de député de Roberval,. Il annonce son retrait définitif de la vie politique le 4 octobre 2018,. Le 26 mars 2020, il devient conseiller principal pour Dentons. Il quitte ensuite le cabinet pour devenir un des dirigeants de British Volt, une compagnie qui souhaitait implanter une usine de batteries à Bécancour avant de faire faillite. Il est désormais consultant pour StrategyCorp et siège à un conseil d’administration en santé numérique et à celui d’une firme de propulsion électrique de bateaux – Vision marine. 
Lors d'une entrevue avec le journaliste de La Presse Yves Boisvert en décembre 2023, Couillard défend son bilan à la tête du gouvernement québécois, l'état de la langue française au Québec et la vitalité du PLQ. 

## Distinctions
- 2006 : Prix médecine, culture et société, de la Faculté de médecine de l’Université de Montréal[11],[4]
- 2007 : Médaille Jacques-Cartier, du Centre Jacques Cartier à Lyon en France[11],[4].
- 2009 : Fellow Senior en droit de la santé, à l’Université McGill[11]
- 2010 : Membre du Conseil privé de la Reine pour le Canada [76]
- 2018 : The Statesman Award, de la Foreign Policy Association[77],[78],[79]

Philippe Couillard est membre du Conseil privé de la Reine pour le Canada.
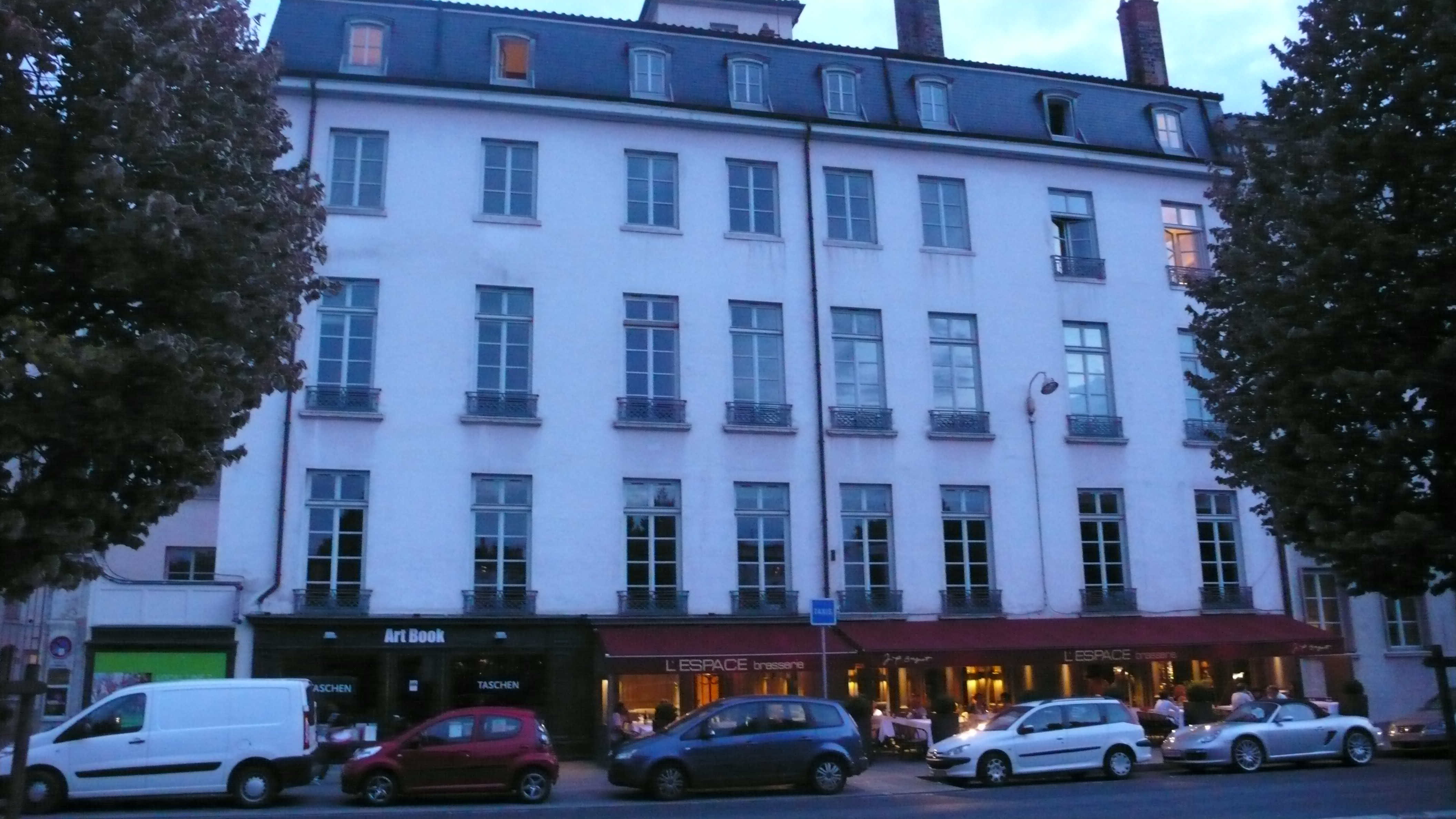
Philippe Couillard a reçu la Médaille Jacques Cartier du Centre Jacques Cartier à Lyon en France.

## Résultats électoraux

### Résultats électoraux de Philippe Couillard
|       | Nom                | Parti               | Nombre de voix | %      | Maj.   |
| ----- | ------------------ | ------------------- | -------------- | ------ | ------ |
|       | Philippe Couillard | Libéral             | 21 021         | 80,9 % | 17 556 |
|       | Vincent Gagnon     | Parti québécois     | 3 465          | 13,3 % | -      |
|       | Nour-Eddine Hajibi | Action démocratique | 1 240          | 4,8 %  | -      |
|       | Frank Kiss         | Égalité             | 256            | 1 %    | -      |
| Total | Total              | Total               | 25 982         | 100 %  |        |

|       | Nom                   | Parti                 | Nombre de voix | %      | Maj.  |
| ----- | --------------------- | --------------------- | -------------- | ------ | ----- |
|       | Philippe Couillard    | Libéral               | 13 732         | 42 %   | 3 873 |
|       | Véronique Hivon       | Parti québécois       | 9 859          | 30,1 % | -     |
|       | Luc de la Sablonnière | Action démocratique   | 6 056          | 18,5 % | -     |
|       | Ali Dahan             | Vert                  | 1 518          | 4,6 %  | -     |
|       | Monique Voisine       | Québec solidaire      | 1 463          | 4,5 %  | -     |
|       | Francis Denis         | Démocratie chrétienne | 95             | 0,3 %  | -     |
| Total | Total                 | Total                 | 32 723         | 100 %  |       |

|       | Nom                 | Parti              | Nombre de voix | %      | Maj.  |
| ----- | ------------------- | ------------------ | -------------- | ------ | ----- |
|       | Philippe Couillard  | Libéral            | 5 582          | 55,1 % | 2 318 |
|       | Édith Laperle       | Québec solidaire   | 3 264          | 32,2 % | -     |
|       | Julie Surprenant    | Option nationale   | 677            | 6,7 %  | -     |
|       | Alex Tyrell         | Vert               | 384            | 3,8 %  | -     |
|       | Pierre Ennio Crespi | Conservateur       | 145            | 1,4 %  | -     |
|       | Mathieu Marcil      | Parti nul          | 59             | 0,6 %  | -     |
|       | Guy Boivin          | Équipe autonomiste | 17             | 0,2 %  | -     |
| Total | Total               | Total              | 10 128         | 100 %  |       |

|       | Nom                      | Parti                | Nombre de voix | %      | Maj.  |
| ----- | ------------------------ | -------------------- | -------------- | ------ | ----- |
|       | Philippe Couillard       | Libéral              | 17 816         | 55,2 % | 7 052 |
|       | Denis Trottier (sortant) | Parti québécois      | 10 764         | 33,3 % | -     |
|       | François Truchon         | Coalition avenir     | 2 239          | 6,9 %  | -     |
|       | Guillaume Néron          | Québec solidaire     | 1 018          | 3,2 %  | -     |
|       | Julie Boucher            | Parti des sans parti | 237            | 0,7 %  | -     |
|       | Luc-Antoine Cauchon      | Option nationale     | 218            | 0,7 %  | -     |
| Total | Total                    | Total                | 32 292         | 100 %  |       |

|       | Nom                          | Parti               | Nombre de voix | %      | Maj.  |
| ----- | ---------------------------- | ------------------- | -------------- | ------ | ----- |
|       | Philippe Couillard (sortant) | Libéral             | 11 807         | 42,5 % | 5 088 |
|       | Denise Trudel                | Coalition avenir    | 6 719          | 24,2 % | -     |
|       | Thomas Gaudreault            | Parti québécois     | 5 290          | 19 %   | -     |
|       | Luc-Antoine Cauchon          | Québec solidaire    | 2 975          | 10,7 % | -     |
|       | Carl Lamontagne              | Conservateur        | 478            | 1,7 %  | -     |
|       | Julie Boucher                | Citoyens au pouvoir | 305            | 1,1 %  | -     |
|       | Lynda Lalancette             | Parti nul           | 236            | 0,8 %  | -     |
| Total | Total                        | Total               | 27 810         | 100 %  |       |

### Résultats électoraux du Parti libéral du Québec sous Couillard
| Partis | Partis                       | Chef                                 | Candidats | Sièges | Sièges | Voix      | Voix   | Voix    |
| Partis | Partis                       | Chef                                 | Candidats | 2012   | Élus   | Nb        | %      | +/-     |
| --- | ---------------------------- | ------------------------------------ | --------- | ------ | ------ | --------- | ------ | ------- |
| | Libéral                      | Philippe Couillard                   | 125       | 50     | 70     | 1 757 071 | 41,5 % | +10,3 % |
| | Parti québécois              | Pauline Marois                       | 124       | 54     | 30     | 1 074 120 | 25,4 % | -6,6 %  |
| | Coalition avenir             | François Legault                     | 122       | 19     | 22     | 975 607   | 23,1 % | -4,0 %  |
| | Québec solidaire             | Françoise David et Andrés Fontecilla | 124       | 2      | 3      | 323 124   | 7,6 %  | +1,6 %  |
| | Option nationale             | Sol Zanetti                          | 116       | -      | -      | 30 697    | 0,7 %  | -1,2 %  |
| | Vert                         | Alex Tyrrell                         | 44        | -      | -      | 23 163    | 0,5 %  | -0,4 %  |
| | Conservateur                 | Adrien Pouliot                       | 59        | -      | -      | 16 429    | 0,4 %  | +0,2 %  |
| | Parti nul                    | Renaud Blais                         | 24        | -      | -      | 7 539     | 0,2 %  | +0,1 %  |
| | Bloc pot                     | Hugô St-Onge                         | 14        | -      | -      | 2 690     | 0,1 %  | +0,1%   |
| | Marxiste-léniniste           | Pierre Chénier                       | 24        | -      | -      | 2 016     | 0 %    | +0,0 %  |
| | Parti équitable              | Patricia Domingos                    | 5         | -      | -      | 1 645     | 0 %    | +0,04 % |
| | Parti des sans parti         | Frank Malenfant                      | 5         | -      | -      | 1 291     | 0 %    | -0,1 %  |
| | Mon pays le Québec           | Claude Dupré                         | 6         | -      | -      | 521       | 0 %    | -       |
| | Équipe autonomiste           | Guy Boivin                           | 5         | -      | -      | 400       | 0 %    | -0,04 % |
| | Unité nationale              | Paul Biron                           | 3         | -      | -      | 241       | 0 %    | -0,02 % |
| | Révolution démocratique      | Robert Genesse                       | 1         | -      | -      | 163       | 0 %    | +0,0 %  |
| | Parti indépendantiste (2008) | Michel Lepage                        | 1         | -      | -      | 126       | 0 %    | -0,03 % |
| | Union citoyenne              | Marc-André Lacroix                   | 1         | -      | -      | 58        | 0 %    | -0,05 % |
| | Indépendant                  | Indépendant                          | 10        | -      | -      | 15 361    | 0,4 %  | +0,1 %  |
| Total | Total                        | Total                                | 813       | 125    | 125    | 4 232 262 | 100 %  |         |
| Le taux de participation lors de l'élection était de 71,4 % et 62 793 bulletins ont été rejetés. Il y avait 6 012 440 personnes inscrites sur la liste électorale pour l'élection. |                              |                                      |           |        |        |           |        |         |

| Partis | Partis               | Chef                                 | Candidats | Sièges | Sièges | Voix      | Voix   | Voix  |
| Partis | Partis               | Chef                                 | Candidats | 2014   | Élus   | Nb        | %      | +/-   |
| --- | -------------------- | ------------------------------------ | --------- | ------ | ------ | --------- | ------ | ----- |
| | Coalition avenir     | François Legault                     | 125       | 22     | 74     | 1 509 455 | 37,4 % | +14,3 |
| | Libéral              | Philippe Couillard                   | 125       | 70     | 31     | 1 001 037 | 24,8 % | -16,7 |
| | Parti québécois      | Jean-François Lisée                  | 125       | 30     | 10     | 687 995   | 17,1 % | -8,3  |
| | Québec solidaire     | Manon Massé et Gabriel Nadeau-Dubois | 125       | 3      | 10     | 649 503   | 16,1 % | +8,5  |
| | Vert                 | Alex Tyrrell                         | 97        | -      | -      | 67 870    | 1,7 %  | +1,2  |
| | Conservateur         | Adrien D. Pouliot                    | 101       | -      | -      | 59 055    | 1,5 %  | +1,1  |
| | NPD Québec           | Raphaël Fortin                       | 59        | -      | -      | 22 863    | 0,6 %  | +0,6  |
| | Citoyens au pouvoir  | Stéphane Blais                       | 56        | -      | -      | 13 768    | 0,3 %  | +0,3  |
| | Bloc pot             | Jean-Patrick Berthiaume              | 29        | -      | -      | 4 657     | 0,1 %  | +0,06 |
| | Parti nul            | Renaud Blais                         | 16        | -      | -      | 3 659     | 0,1 %  | -0,09 |
| | Marxiste-léniniste   | Pierre Chénier                       | 25        | -      | -      | 1 708     | 0 %    | -0,01 |
| | Parti libre          | Michel Leclerc                       | 8         | -      | -      | 1 678     | 0 %    | +0,04 |
| | Équipe autonomiste   | Stéphane Pouleur                     | 12        | -      | -      | 1 138     | 0 %    | +0,02 |
| | Parti 51             | Hans Mercier                         | 5         | -      | -      | 1 117     | 0 %    | +0,03 |
| | Changement Intégrité | Eric Emond                           | 7         | -      | -      | 693       | 0 %    | +0,02 |
| | Alliance provinciale | Sébastien Roy                        | 2         | -      | -      | 521       | 0 %    | +0,01 |
| | Voie du peuple       | Marc Alarie                          | 1         | -      | -      | 190       | 0 %    | -     |
| | Parti culinaire      | Jean-Louis Thémistocle               | 1         | -      | -      | 169       | 0 %    | -     |
| | Indépendant          | Indépendant                          | 21        | -      | -      | 6 462     | 0,2 %  | -0,2  |
| Total | Total                | Total                                | 940       | 125    | 125    | 4 033 538 | 100 %  |       |
| Le taux de participation lors de l'élection était de 66,4 % et 66 085 bulletins ont été rejetés. Il y avait 6 169 772 personnes inscrites sur la liste électorale pour l'élection. |                      |                                      |           |        |        |           |        |       |